# Александр Волларі

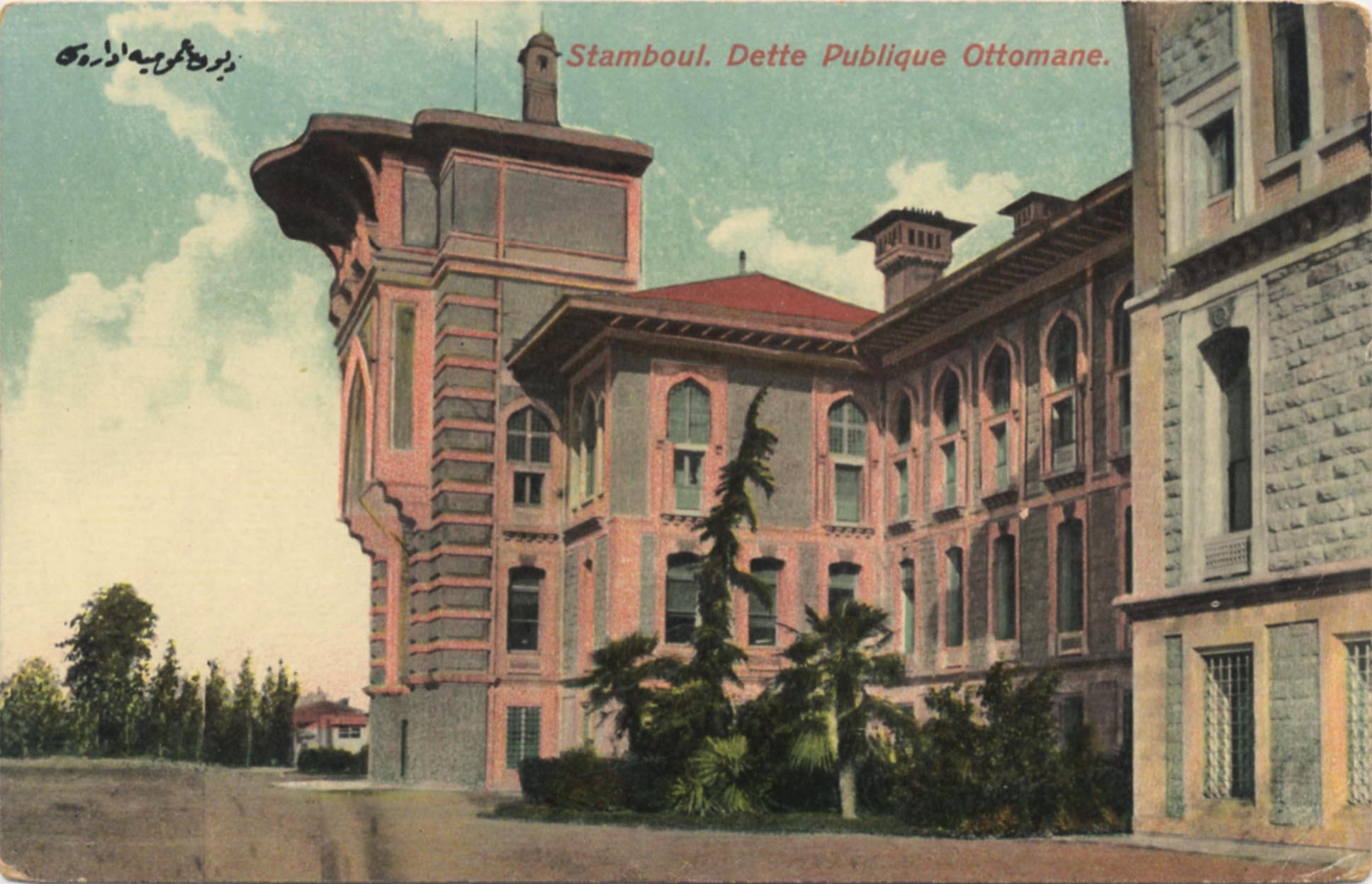
Листівка із зображенням будівлі державного управління боргами

Александр Волларі (2 квітня 1850, Стамбул — 2 травня 1921, там само) — французько-османський архітектор, який заснував архітектурну освіту і читав лекції в Школі образотворчих мистецтв у Константинополі (Стамбул), Османської імперії.

## Біографія
Волларі народився в 1850 році в Левантійській родині (Стамбул). Його батько, Франческо Волларі, був відомим шеф-кухарем, дуже шанованим у придворних колах. Громадянство Волларі точно не відомо, однак прийнято вважати його французом через його спорідненість з французькою культурою.
Александр Волларі провів певний час (1869—1878 рр.) у Парижі, Франція, де вивчав архітектуру в Національній вищій школі красних мистецтв. Повернувшись до Стамбулу в 1880 році, він зустрів Османа Хамді-бея, який був на той час куратором новоствореного «Музею імперії» (тур. Müze-i Humayun), сьогодні Стамбульський археологічний музей, під час виставки його рельєфних малюнків різних архітектурних пам'яток. Два художника тісно співпрацювали в галузі археології, музейної роботи та освіти в образотворчому мистецтві.
Після заснування першої школи образотворчих мистецтв (тур. Sanayi-i Nefise Mektebi) в Туреччині 1 січня 1882 р. Александр Волларі розпочав свою роботу на архітектурному факультеті школи. Сьогодні це Університет красних мистецтв Мімара Сінана. Алексадр читав лекції в школі до виходу на пенсію в 1908 році — 25 років.
У 1896 році Волларі нагородили французьким Орденом Печесного легіону. Взагалі архітектор мав і багато інших медалей та нагород від французького та османського урядів.
Після землетрусу в Стамбулі 1894 року Александр працював у складі комісій з планування міста. Згадуваний Осман Беєм як «міський архітектор» (Mimar-ı Şehir), Волларі став архітектором вищих османських та французьких високопосадовців. У деяких проектах співпрацював з італійським архітектором Раймондо Томмазо Д'Аронсо, головним архітектором султанського палацу.
Волларі поєднав традиційну османську архітектуру з елементами архітектури боз-ар у проектах палацових споруд та будівель високопоставлених посадовців Стамбула. Його архітектурний підхід широкого спектру — від синтезу ісламської та османської архітектур до архітектури неокласицизму. Також Волларі у своїх роботах використовував мотиви міжнародного орієнталізму для деяких неоренесансних та неоосманських елементів. Зокрема, у його будівлях неоосманського дизайну проглядаються деталі необароко та модерну .

## Роботи
- Кафе Лебон, Café Lebon (з 1940 р. Café Marquise — Markiz Pastanesi) (1880 р.) — Бейоолу, Стамбул
- Будинок Декугі (сьогодні Готель Galata Antique) (1881) — Шішхане, Стамбул
- Готель Pera Palace (1881—1891) — Стамбул
- Мечеть Хідаєт (1887) — Еміненю, Стамбул
- Штаб-квартира Імператорського Османського Банку (1890) — Каракьой, Стамбул
- Головна будівля Стамбульського археологічного музею (1891—1907) — Султанахмет, Стамбул
- Імператорська військова медична школа (згодом Ліцей Гайдарпаша, сьогодні Університет Мармара, юридичний факультет) (з Раймондо Томмазо Д'Аронсо) (1893—1902) — Гайдарпаша, Стамбул
- Будівля османського державного управління боргами (сьогодні Стамбульський ліцей) (1897) — Стамбул
- Ром Орфанаж (грецький сиротинець) (1898—1899) — Бююкада, Стамбул
- Хезарен Хан (1902) — Каракьой, Стамбул
- Омер Абед Хан (1902) — Каракьой, Стамбул
- Мечеть Османа Рейса (1903—1904) — Сарийер, Стамбул
- Будинок Афіф Паші (Muhayyes Yalı), (близько 1910) — Йенікьой, Стамбул

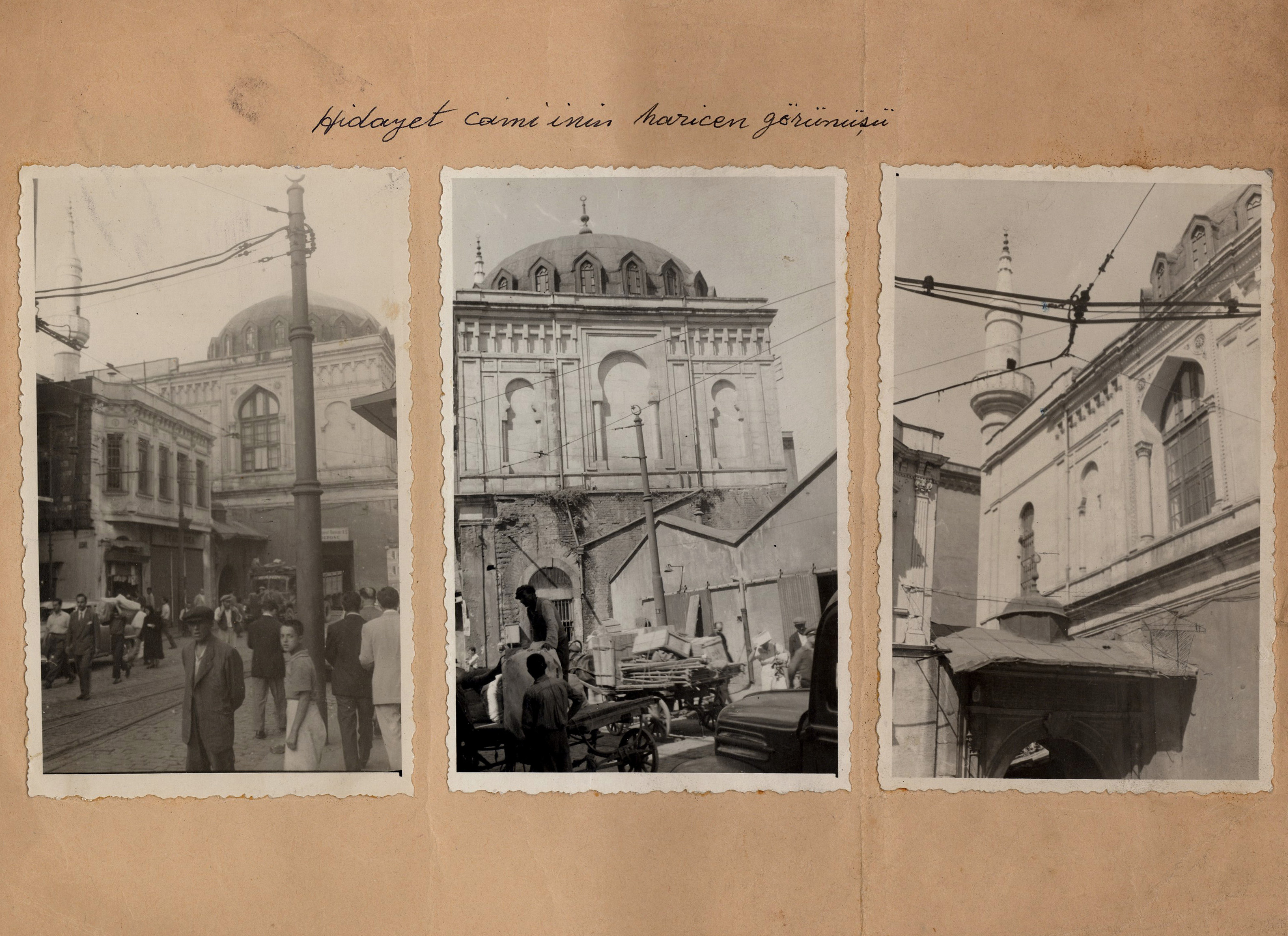
Мечеть Хідайет
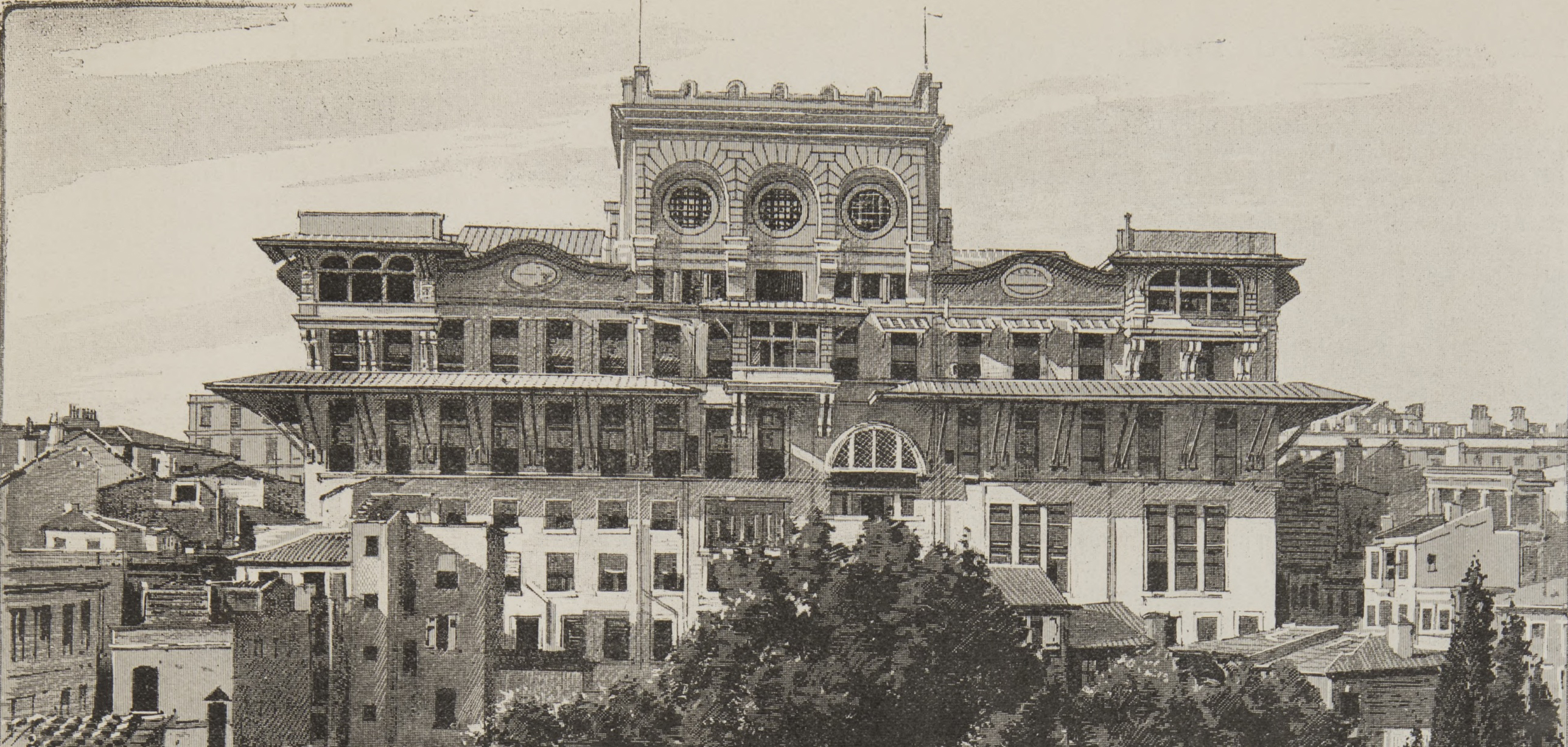
Османський Банк
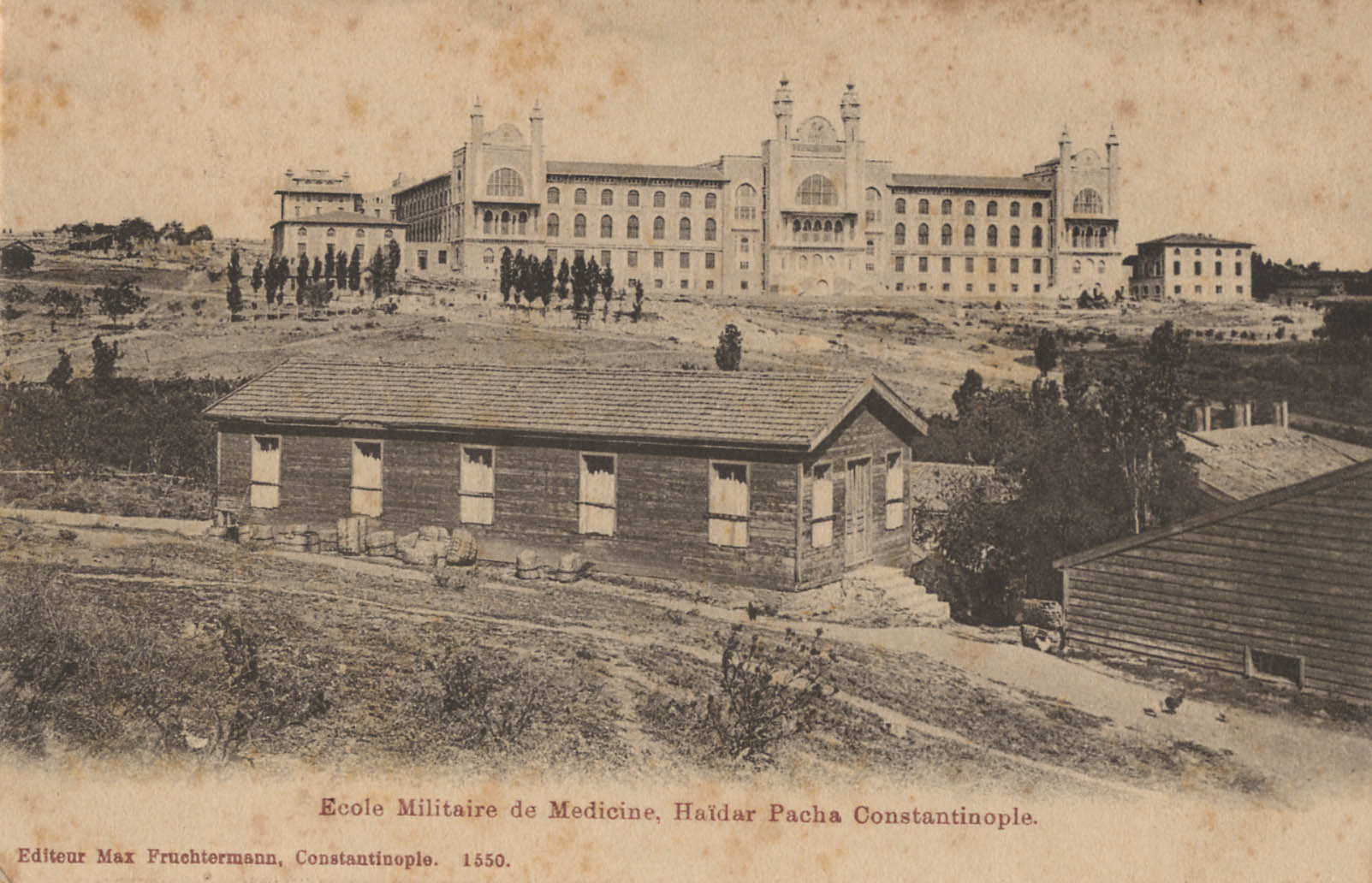
Корпус Університету Мармара
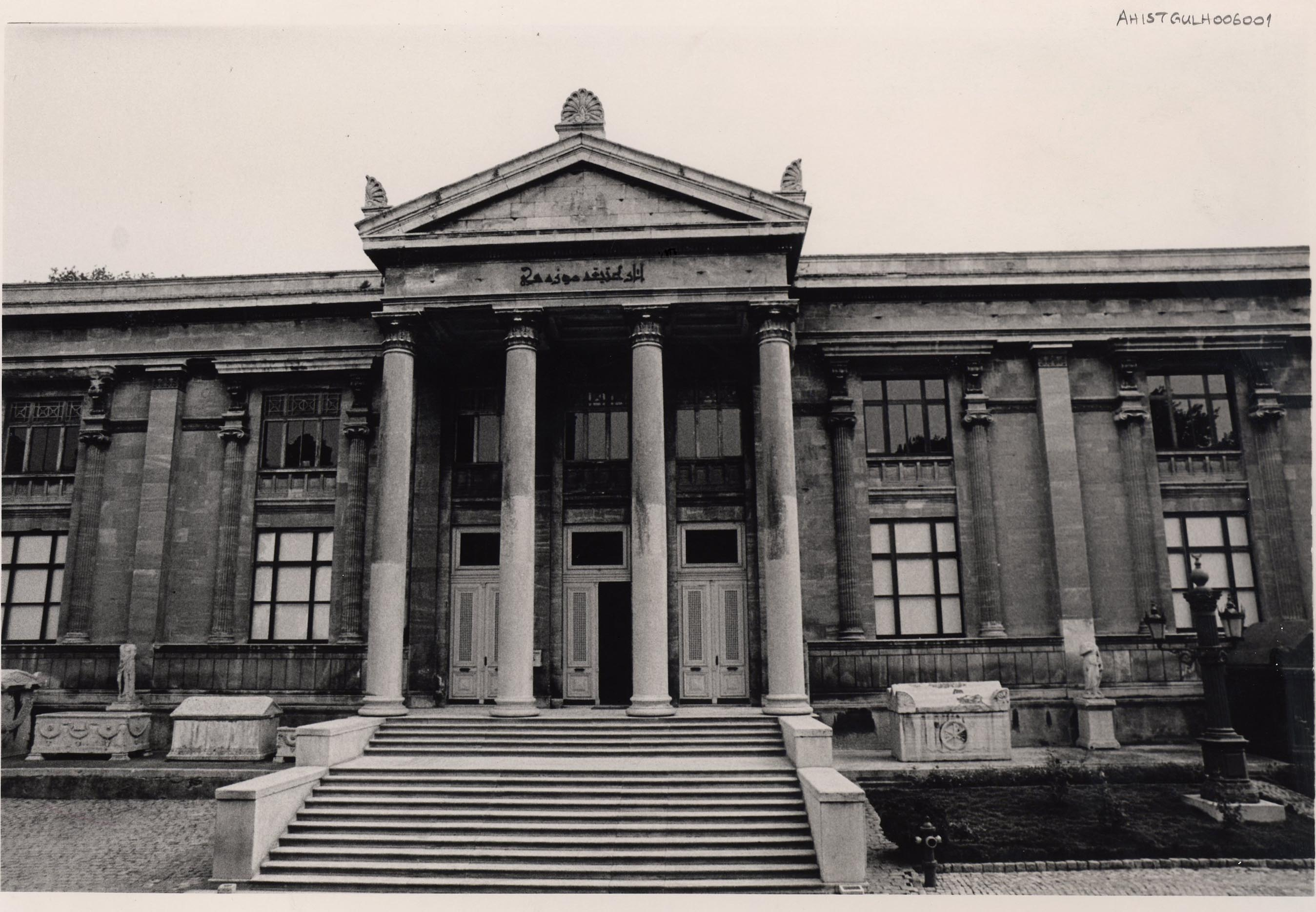
Археологічний музей Стамбула
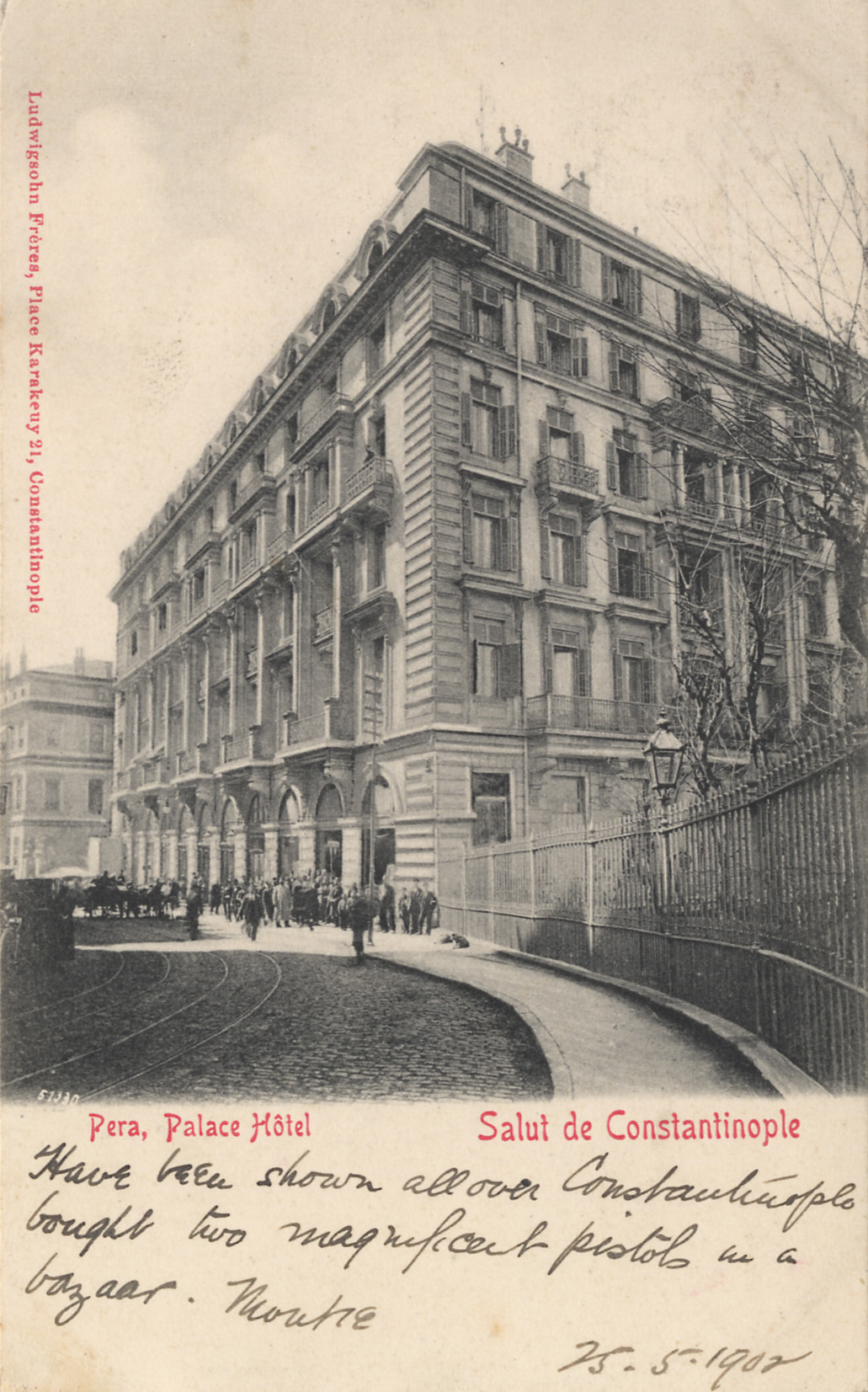
Готель Пера Пелес
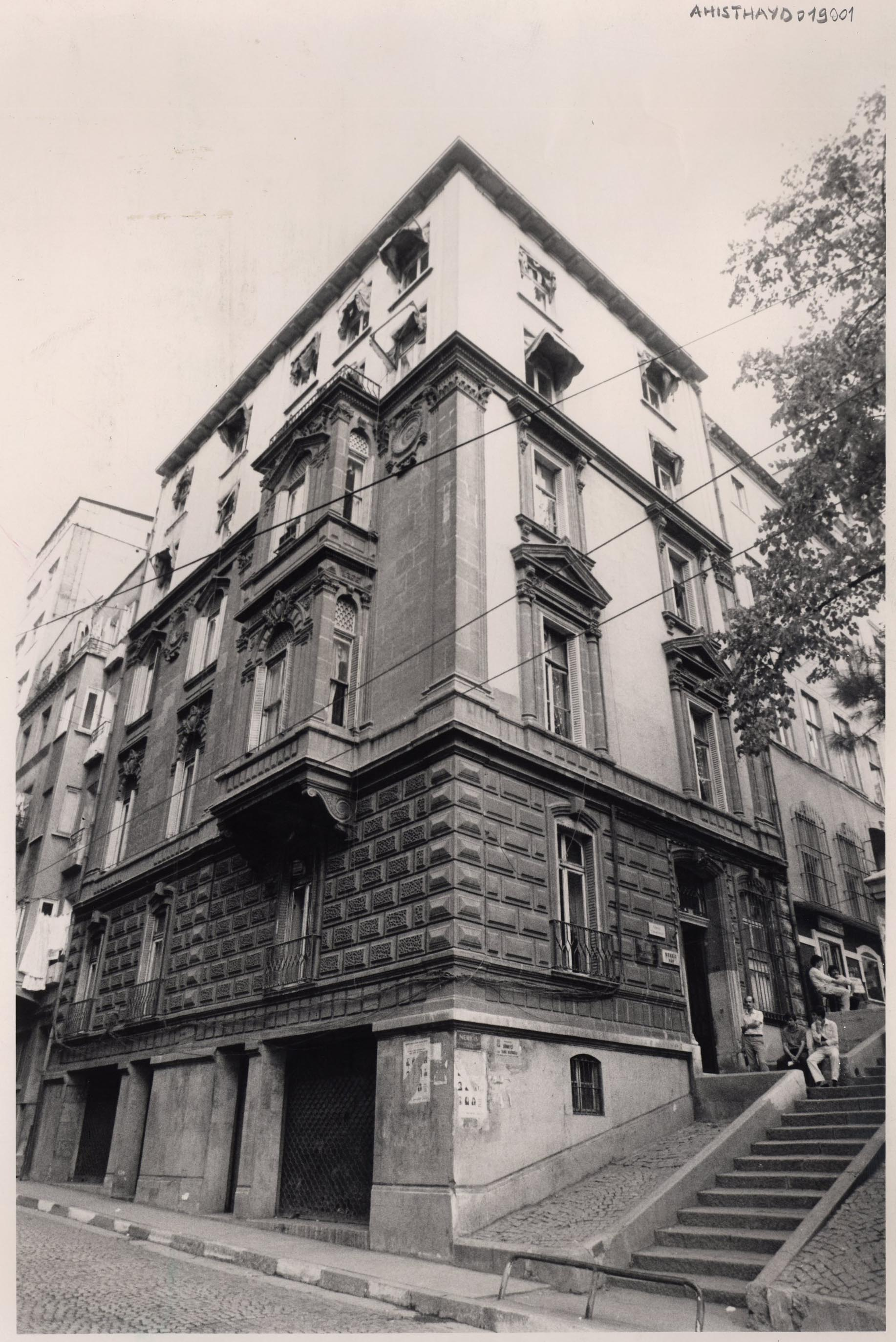
Дім Декугіс, Бейоолу